# Samuel Schweber
Samuel Schweber (Buenos Aires, 1936. július 16. – Buenos Aires, 2017. január 1.) argentin sakkozó, nemzetközi nagymester.

## Pályafutása
1960 és 1980 között számos alkalommal vett részt az argentin bajnokságon. Legjobb eredménye két második hely 1963-ban és 1968-ban. 1961-ben lett nemzetközi nagymester.
Öt alkalommal szerepelt sakkolimpián Argentína színeiben.
- 1960, Lipcse, első tartalék (+6 –2 =2)
- 1964, Tel-Aviv, harmadik tábla (+8 –2 =7)
- 1966, Havanna, második tartalék (+1 –0 =1)
- 1980, La Valletta, negyedik tábla (+1 –1 =5)
- 1984, Szaloniki, negyedik tábla (+1 –0 =2)

1960-ban Lipcsében az első tartalékok között ezüstérmes lett.

## Kiemelkedő versenyeredményei
- Argentin bajnokság
  - 2.: 1963, 1968
  - 3.: 1965
  - 3-4.: 1969, 1980
- São Paulo
  - győztes: 1963
  - 2.: 1966
- Rio de Janeiro
  - 2.: 1964
- Buenos Aires
  - 3.: 1968
- Chacabuco
  - 3.: 1968